# Tarik Aziz Bin Isa
Tarik Aziz Bin Isa, Tarek Aziz Benaissa (ar. طارق عزيز بن عيسى; ur. 7 kwietnia 1991) – algierski zapaśnik walczący w stylu klasycznym. Dwukrotny olimpijczyk. Ósmy w Rio de Janeiro 2016 w kategorii 66 kg i piętnasty w Londynie 2012 w kategorii 60 kg.

## Kariera sportowa
Zajął piąte miejsce na mistrzostwach świata w 2015 i 2018. Triumfator igrzysk afrykańskich w 2015. Brązowy medal na igrzyskach panarabskich w 2011. Mistrz Afryki w 2014 i 2019. Ósmy na igrzyskach śródziemnomorskich w 2013. Mistrz śródziemnomorski w 2018. Trzeci na wojskowych MŚ w 2013 roku.
- Turniej w Londynie 2012

W pierwszej rundzie miał wolny los a potem przegrał z Rosjaninem Kuramagomiedem Kuramagomiedowem i odpadł z turnieju.